# Karim Allawi
Karim Allawi (àrab: كريم محمد علاوي)  (Iraq, 1 d'abril de 1960), nom complet Karim Mohammed Allawi, fou un futbolista iraquià de la dècada de 1980.
Fou internacional amb la selecció de futbol de l'Iraq amb la qual participà a la Copa del Món de futbol de 1986. Pel que fa a clubs, destacà a Al-Quwa Al-Jawiya FC Bagdad i Al-Rasheed Club.